# Ronald Kreer
Ronald Kreer (ur. 10 listopada 1959 w Lipsku) – były niemiecki piłkarz występujący na pozycji obrońcy.

## Kariera klubowa
Kreer zawodową karierę rozpoczynał w 1978 roku w klubie Lokomotive Lipsk, grającym w DDR-Oberlidze. W 1981 roku zdobył z nim Puchar NRD. W 1986 roku wywalczył z klubem wicemistrzostwo NRD, a także zdobył z nim Puchar NRD. W 1987 roku ponownie zdobył z nim Puchar NRD. Dotarł z nim również do finału Pucharu Zdobywców Pucharów, gdzie jednak Lokomotive przegrało 0:1 z Ajaksem Amsterdam. W 1988 roku Kreer wywalczył z drużyną wicemistrzostwo NRD. W 1991 roku Lokomotive zmieniło nazwę na VfB Leipzig i od sezonu 1991/1992 Kreer startował z zespołem w rozgrywkach 2. Bundesligi zjednoczonych Niemiec. Zagrał w niej trzy razy. W 1992 roku odszedł do Sachsen Lipsk. W 1994 roku zakończył karierę.

## Kariera reprezentacyjna
W reprezentacji NRD Kreer zadebiutował 22 września 1982 w zremisowanym 2:2 towarzyskim meczu z Bułgarią. 13 listopada 1983 w wygranym 2:1 spotkaniu eliminacji Mistrzostw Europy 1984 ze Szkocją strzelił pierwszego gola w drużynie narodowej. Po raz ostatni w kadrze zagrał 15 listopada 1989 w przegranym 0:3 meczu eliminacji Mistrzostw Świata 1990 z Austrią. W latach 1982–1989 w drużynie narodowej rozegrał w sumie 65 spotkań i zdobył 2 bramki.